# Diego Orejuela Rodríguez
Diego Orejuela Rodríguez (castellà: Diego Orejuela)  (La Luisiana, 20 de gener de 1962 - Barcelona, 20 de juny de 2024) va ser futbolista català d'origen andalús que ocupava la posició de migcampista. Va ser internacional amb les seleccions sub-21 i amateur del combinat espanyol. Fou conegut com a Orejuela II, essent germà del també futbolista Jesús Orejuela I.
Va començar a destacar a les files del RCD Espanyol. Al quadre català hi va debutar a la 82/83, i a l'any següent es va fer amb la titularitat, condició que mantindria fins al 1990, amb l'Espanyol a Segona Divisió. La temporada 90/91, de nou a la màxima categoria, només va jugar 12 partits. El 1988, va disputar la final de la Copa de la UEFA, que l'Espanyol va perdre contra el Bayer Leverkusen. Entre 1991 i 1993 va ser titular a Segona Divisió amb el Palamós CF.